# When We Were Young (The Logical Song)
When You Were Young (The Logical Song) is een nummer van de Franse dj David Guetta en de Duitse zangeres Kim Petras uit 2023.
In het nummer zijn de eerste regels uit The Logical Song van Supertramp gesampled, vandaar dat Roger Hodgson ook op de credits vermeld staat als schrijver. "When We Were Young" gaat over terugverlangen naar vroeger en hoe het leven beter was in je jonge jaren. Het nummer werd in een aantal Europese landen een hit. Zo bereikte het de 45e positie in Guetta's thuisland Frankrijk, en de 29e in Petra's thuisland Duitsland. In de Nederlandse Top 40 was het nummer succesvoller met een 5e positie, terwijl in de Vlaamse Ultratop 50 de 14e positie werd gehaald.

## Tracklijst
Muziekdownload
1. "When We Were Young (The Logical Song)" - 2:27
2. "When We Were Young (The Logical Song)" (extended) - 3:54